# Ancelle dell'Immacolata (Parma)
Le ancelle dell'Immacolata sono un istituto religioso femminile di diritto pontificio: le suore di questa congregazione pospongono al loro nome la sigla A.I.M.

## Storia

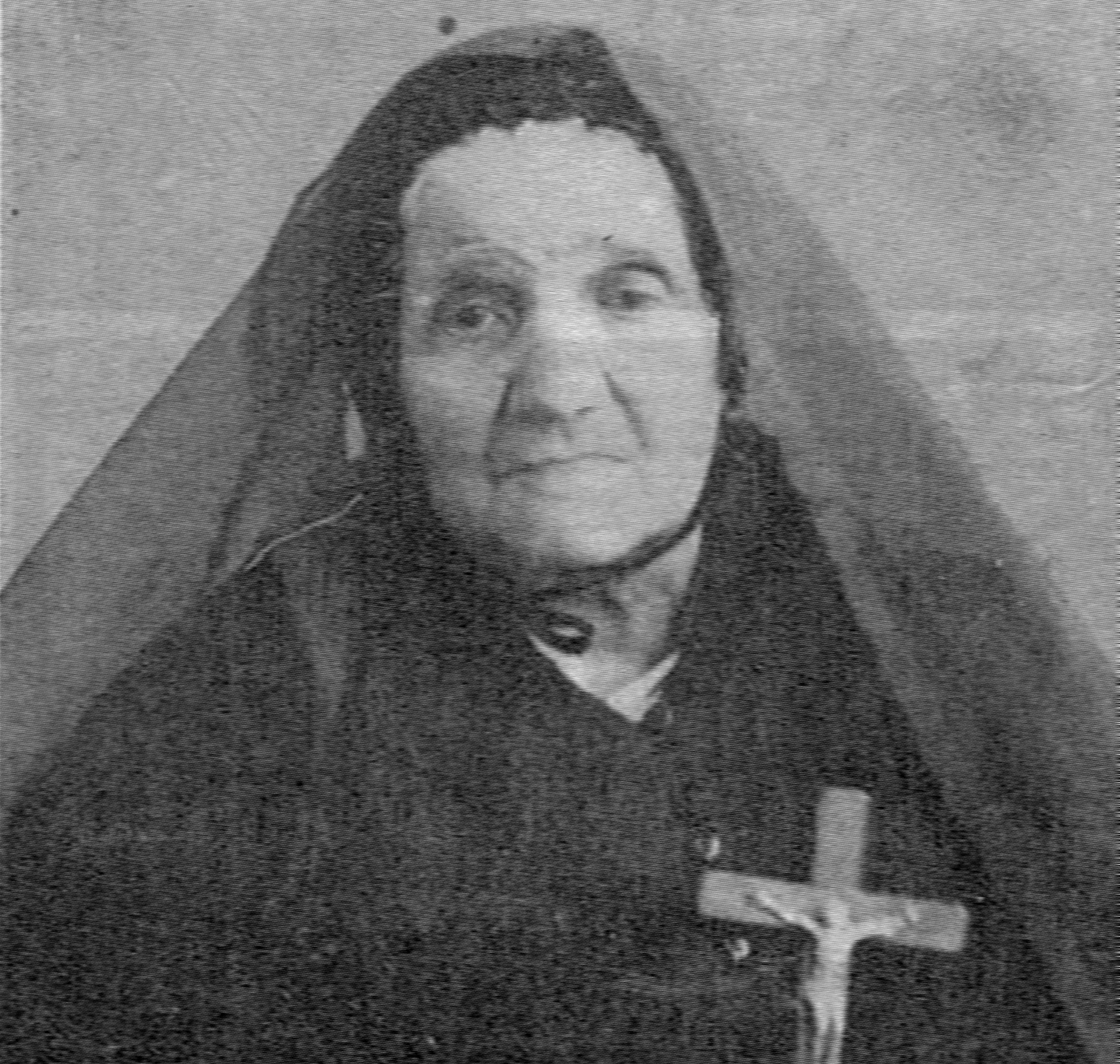
Ritratto fotografico della beata Adorni

La congregazione venne fondata a Parma da Anna Maria Adorni (1805-1893): rimasta vedova, nel 1847 diede vita alla pia unione delle "dame visitatrici delle carceri" (approvata dalla duchessa Maria Luigia) e nel 1852 aprì l'istituto del Buon Pastore, per la rieducazione delle ex recluse e la protezione delle "giovani pericolanti".
Per gestire l'opera, il 1º maggio 1857 la Adorni, assieme a sette compagne, diede inizio a una nuova famiglia religiosa, le ancelle dell'Immacolata di Parma, riconosciuta dal vescovo di Parma Domenico Maria Villa il 25 marzo 1876: la fondatrice redasse per le sue suore delle costituzioni ispirate a quelle delle religiose del Buon Pastore di Angers, approvate il 3 febbraio 1893.
L'istituto ricevette il pontificio decreto di lode il 25 marzo 1947.
Il rito di beatificazione di madre Adorni, approvato da papa Benedetto XVI, è stato celebrato a Parma il 3 ottobre 2010.

## Attività e diffusione
Le ancelle dell'Immacolata si dedicano al servizio delle persone più emarginate, soprattutto delle donne dimesse dalle carceri, e dell'infanzia abbandonata.
Sono presenti in Italia e Romania: la sede generalizia è a Parma.
Al 31 dicembre 2005 l'istituto contava 58 religiose in 7 case.